# Grand-Fayt
Grand-Fayt é uma comuna francesa na região administrativa de Altos da França, no departamento do Norte. Estende-se por uma área de 8.8 km². Em 2010 a comuna tinha 500 habitantes (densidade: 56,8 hab./km²).